# Fahrsteig

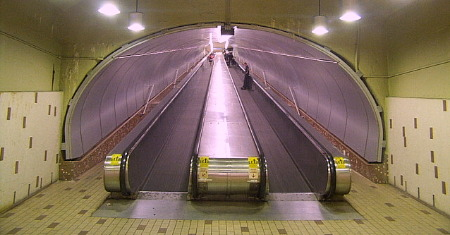
Fahrsteige in der U-Bahn-Station Beaudry in Montreal

Ein Fahrsteig (umgangssprachlich auch Rollsteig, flache Rolltreppe, Laufband, bewegter oder rollender Bürgersteig) ist ein Personenbeförderungsmittel, in der Nutzung ähnlich wie ein Förderband, allerdings ist die nutzbare Fläche hier kein Band bzw. Gurt, sondern besteht aus Metallsegmenten.
Konstruktiv ähnelt ein Fahrsteig daher eher einer Fahrtreppe (Rolltreppe), bei dem allerdings die Metallsegmente keine Treppenstufen, sondern eine ebene Fläche bilden. Fahrsteige können in horizontaler oder schräger Bauweise ausgeführt werden. Sie werden häufig an Flughäfen eingesetzt, um die langen Wege in den Terminals zu erleichtern.
Fahrsteige und Fahrtreppen sind in der Europäischen Norm EN 115 genormt.

## Geschichte

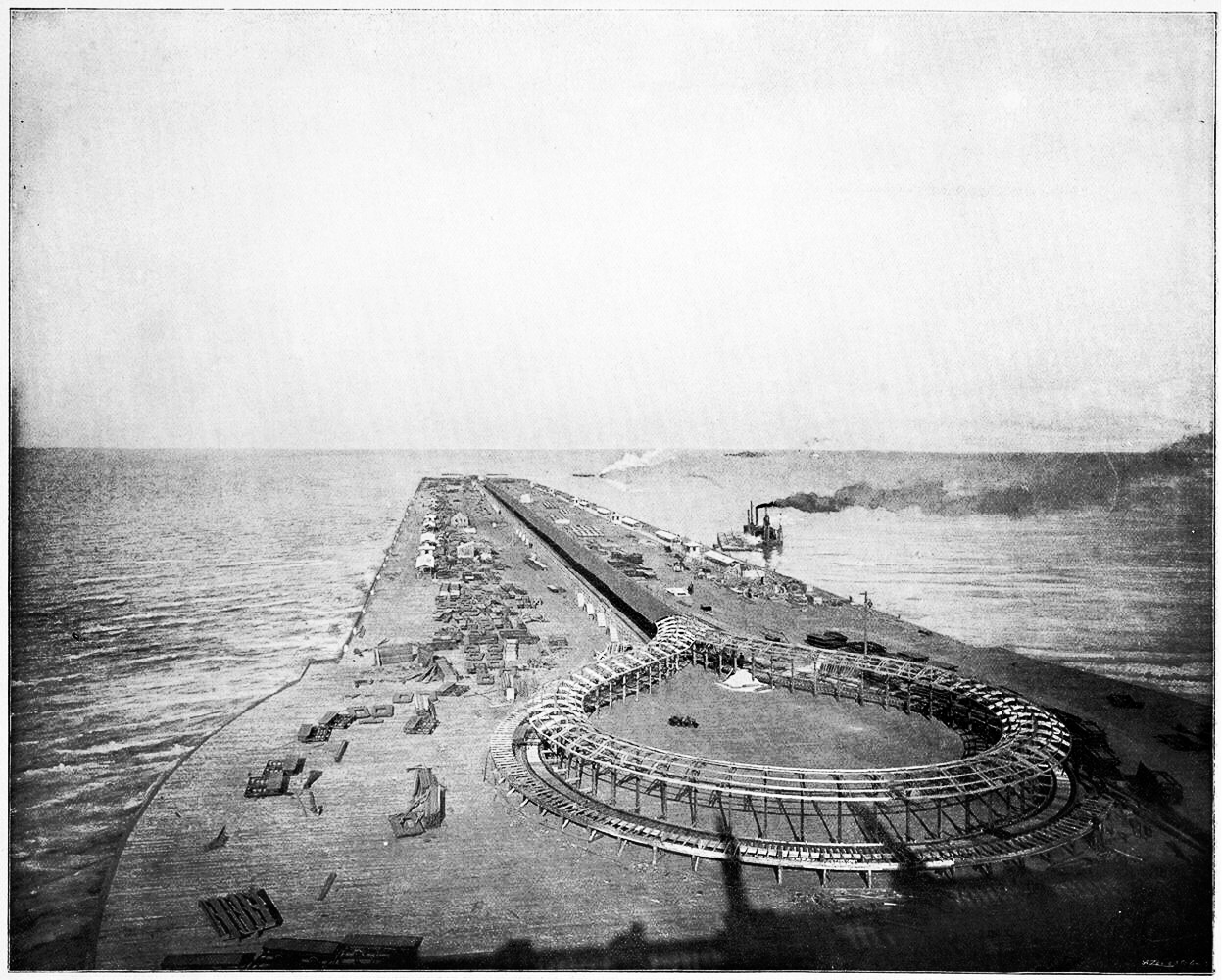
The Great Wharf (1893)

Die älteste bekannte Planung eines beweglichen Fahrsteigs stammt vom Architekten Eugène Hénard für die Weltausstellung 1889 in Paris. Nachdem dieses Vorhaben nicht realisiert werden konnte, wurde der weltweit erste Fahrsteig auf der Weltausstellung 1893 in Chicago installiert, damals in der deutschen Fachpresse Stufenbahn genannt. „The Great Wharf“ bestand aus zwei getrennten Bahnen: Eine Innenbahn, auf der die Fahrgäste sitzen konnten und eine Außenbahn, auf der die Besucher standen oder gingen. Der Fahrsteig lief in einer Schleife über die gesamte Länge einer Seebrücke im Hafen von Chicago. Eine baugleiche Stufenbahn wurde auf der Berliner Gewerbeausstellung 1896 betrieben. 
Bei der Weltausstellung 1900 in Paris wurde die Straße der Zukunft präsentiert. Der „Rollende Fußweg“ hatte eine Länge von 3,5 km und verfügte über neun Zugangsstationen.
Der erste öffentliche Rollsteg wurde 1954 in Jersey City am Pavonia Terminal, einer Bahnstation der Port Authority Trans-Hudson installiert. Das von Goodyear erbaute Band erhielt den Namen „Speedwalk“. Bei einer Länge von 84,5 m und einer 10%igen Neigung erreichte der Rollsteg eine Geschwindigkeit von 2,4 km/h.
Der erste Fahrsteig in einem Flughafen wurde 1958 am Love Field in Dallas (Texas) installiert.
1970 schlugen Georg Kohlmaier und Barna von Sartory als Element der autogerechten Stadt für Berlin „Rollende Gehsteige“ vor, die in einem Rohrsystem über Straßenniveau den motorisierten Individualverkehr ersetzen sollten.

## Verwendung
Horizontale Fahrsteige werden häufig in Bahnhöfen oder Flughäfen verwendet, um Passagieren auf langen Strecken den Weg zu den Terminals zu erleichtern. Geneigte Fahrsteige finden sich vor allem in Supermärkten mit mehreren Ebenen, da sie im Gegensatz zu Rolltreppen auch mit Einkaufswagen befahren werden können. Die Laufrollen der Einkaufswagen müssen auf das Profil der Paletten des Fahrsteigs abgestimmt sein, damit die Einkaufswagen sich selbsttätig festsetzen können. Der Steigungswinkel von geneigten Fahrsteigen darf dabei 7° bzw. 12,3 % nicht übersteigen, um als barrierefrei zu gelten.
Der Tower of London verwendet ein Laufband, um Besucher an den Kronjuwelen vorbeizuschleusen, die sonst ein Nadelöhr für den Besucherfluss wären.

## Technik

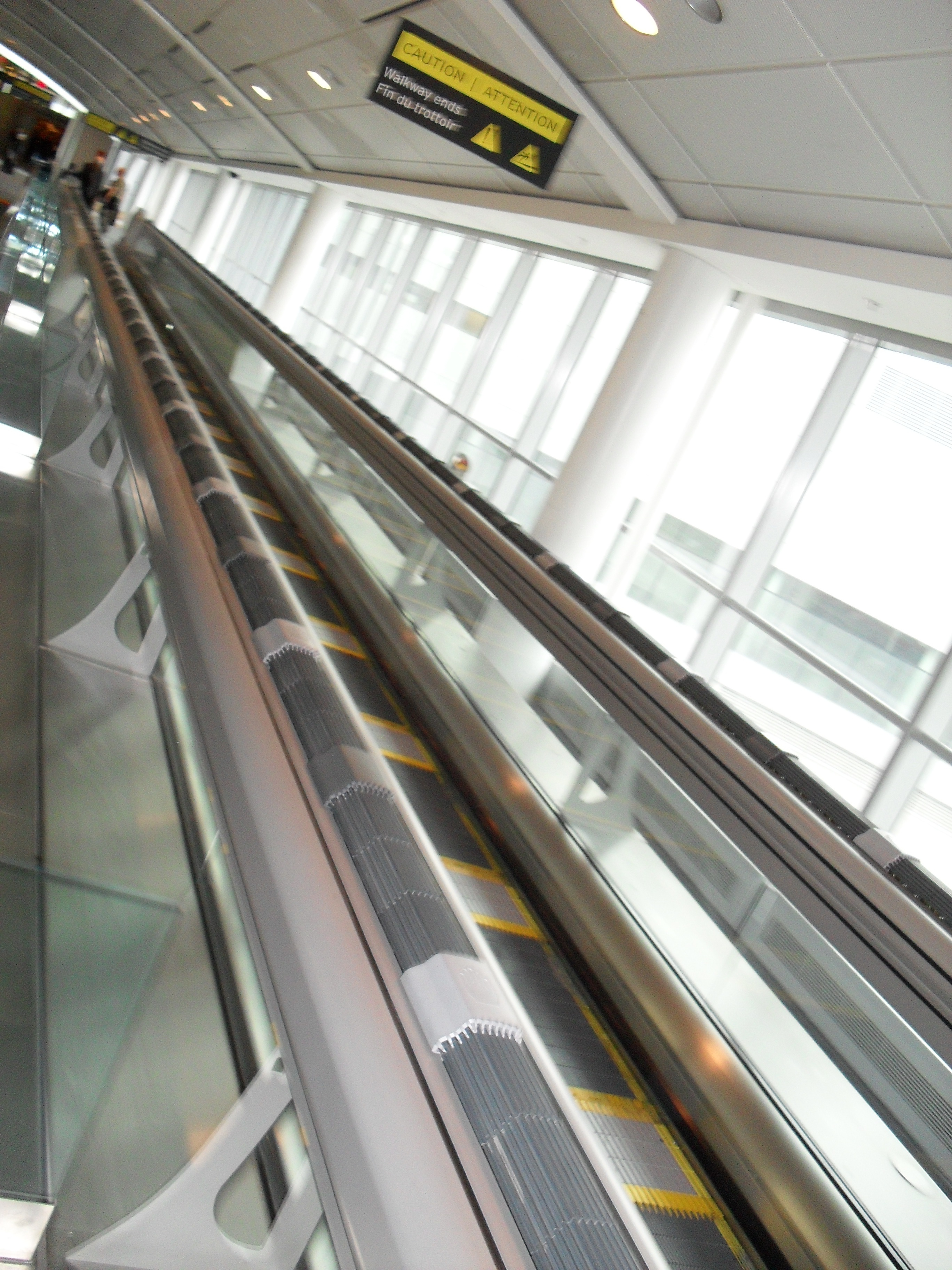
Fahrsteig mit variabler Geschwindigkeit am Flughafen Toronto-Pearson. Die hellgrauen Flächen schieben sich in den langsamen Zonen über die dunklen.

Modernere Fahrsteige haben eine variable Geschwindigkeit. Kurz nach dem Betreten erhöht sich die Bewegungsgeschwindigkeit der Segmente auf das ca. 1,8-fache und sinkt kurz vor dem Verlassen wieder auf das Normaltempo ab. Technisch wird dies dadurch erreicht, dass die ineinanderkämmenden Metallsegmente in den Übergangsbereichen auseinandergezogen bzw. zusammengeschoben werden. Hierzu gibt es verschiedene Möglichkeiten. Bei einem Ansatz sind die Segmente scherenartig miteinander verbunden und nur jedes zweite ist mit den Antriebsketten gekoppelt; durch ein Verengen bzw. Aufweiten der Spurweite zwischen den beiden Antriebsketten beschleunigt bzw. verlangsamt der Fahrsteig. Ein anderer Ansatz verwendet Antriebsketten, die in den langsamen Zonen gefaltet laufen und sich in der schnellen Zone strecken.
Dadurch können Geschwindigkeiten bis zu 2 m/s (7,2 km/h) realisiert werden.